# 子安未紗
子安 未紗（こやす みさ）は、日本の映像作家、アニメーター、イラストレーター。
2009年にスタジオジブリに就職し映画製作に参加したのち、2015年よりフリーランスとして活動している。
主に、NHKの音楽番組「みんなのうた」などのアニメーションを制作している。

## 作成作品一覧

### みんなのうた
- ◆は、5分間1曲枠の楽曲（ロングのうた）。
- 結 -ゆい- / miwa（2016年8月・9月放送）◆

### イラスト
- フェリシモ魔法部[3]